# Eulithis approximata
Eulithis approximata är en fjärilsart som beskrevs av Barend J. Lempke 1950. Eulithis approximata ingår i släktet Eulithis och familjen mätare. Inga underarter finns listade i Catalogue of Life.